# Ginkgotandad näbbval
Ginkgotandad näbbval eller japansk näbbval (Mesoplodon ginkgodens) är en däggdjursart som beskrevs av Masaharu Nishiwaki och Toshiro Kamiya 1958. Mesoplodon ginkgodens ingår i släktet Mesoplodon och familjen näbbvalar. IUCN har inte givit arten någon hotkategorisering på grund av att den är otillräckligt studerad.

## Utbredning
Utbredningsområdet sträcker sig från södra Indien över Sundaöarna och Australien till södra Kalifornien och Peru. Norrut når den fram till Japan. Liksom andra näbbvalar vistas arten sällan nära kusten.

## Systematik
Länge behandlades taxonet hotaula, beskrivet 1963 av Deraniyagala som underart till ginkgotandad näbbval men genetiska studier visar att taxonet är en distinkt art. Idag kategoriseras ginkgotandad näbbval som monotypisk, det vill säga att den inte delas upp i några underarter.

## Utseende
Den ginkgotandade valen har fått sitt namn efter den dubbeltand i käken som har en form som påminner om ginkgoträdets frön. Till färgen är hanarna mörkgrå med ljusare partier på främre delen av nosen och runt huvudet och med små vita fläckar på stjärten. Honor är ljusare grå. Båda könen blir som fullvuxna 4,7 till 5,3 meter långa. På strupen förekommer två rännor.
Arten skiljs från övriga näbbvalar av hannarnas dubbeltand som alltid överstiger en längd av 100 millimeter. Vid födelsen är ungarna ungefär 2,4 meter långa.

## Ekologi
Näbbvalar av hankön har vanligen sår på kroppen som orsakas av andra handjurs tänder men hos Mesoplodon ginkgodens registrerades inga sår.

### Habitat
Denna näbbval förekommer i tropiska och tempererade vatten i Indiska oceanen och Stilla havet, men framför allt i de norra delarna av Stilla havet.  Uppgifter om dess närmaste släktingar Blainvilles näbbval och Andrews näbbval tyder på att arten föredrar något kallare områden och regioner med uppåtströmmar, där näringsrikt bottenslam når ytan.

### Föda
Kunskapen om den ginkgotandade näbbvalen är ringa. Antagligen äter den, liksom andra näbbvalar av släktet Mesoplodon, bläckfiskar och fiskar samt i mindre mått kräftdjur.

### Naturliga fiender
Bitmärken på döda valar tyder på att den ginkgotandade näbbvalen jagas av hajar, framför allt arten cigarrhaj. 

## Status och hot
Arten är djuphavslevande och populationsstorleken är svår att uppskatta. Färre än 20 strandningar finns dokumenterade, vid kusterna i Japan, Kalifornien, Galápagosöarna, New South Wales, Nya Zeeland, Sri Lanka, Maldiverna och Malackasundet. På grund av okunskapen kring artens populationsstorlek och populationstrend har den inte givits någon hotkategori av IUCN.
Valen hotas av valfångst och skjuts ibland av japanska eller taiwanesiska valfångare. Den fastnar också i drivgarn som läggs på djupt vatten. Militärens sonar på hög effekt tros förvilla arten så att den tappar orienteringen, vilket har lett till strandade valar.[källa behövs] Det är vidare inte ovanligt med näbbvalar som har dött av svalda plastföremål.